# Mangrovia
Genre
Mangrovia est un genre d'araignées aranéomorphes de la famille des Araneidae.

## Distribution
Les espèces de ce genre se rencontrent en Australie et en Nouvelle-Calédonie.

## Liste des espèces
Selon World Spider Catalog (version 26, 10/06/2025) :
- Mangrovia albida (L. Koch, 1871)
- Mangrovia occidentalis Framenau & Castanheira, 2022

## Systématique et taxinomie
Ce genre a été décrit par Framenau et Castanheira en 2022 dans les Araneidae.

## Publication originale
- Framenau & Castanheira, 2022 : « A new genus of Australian orb-weaving spider with extreme sexual size dimorphism (Araneae, Araneidae). » Zoosystematics and Evolution, vol. 98, no 1, p. 137-149.